# Cyneoterpna alpina
Cyneoterpna alpina är en fjärilsart som beskrevs av Goldfinch 1929. Cyneoterpna alpina ingår i släktet Cyneoterpna och familjen mätare. Inga underarter finns listade i Catalogue of Life.